# Campionati svizzeri di sci alpino 1986
I Campionati svizzeri di sci alpino 1986 si disputarono a Lenk; furono assegnati i titoli di discesa libera, slalom gigante, slalom speciale e combinata, sia maschili sia femminili; oltre agli sciatori svizzeri, poterono concorrere al titolo anche gli sciatori di nazionalità liechtensteinese.

## Risultati
| Specialità      | Uomini            | Donne                |
| --------------- | ----------------- | -------------------- |
| Discesa libera  | Karl Alpiger      | Zoë Haas             |
| Slalom gigante  | Pirmin Zurbriggen | Erika Hess           |
| Slalom speciale | Jacques Lüthy     | Corinne Schmidhauser |
| Combinata       | Gustav Oehrli     | Maria Walliser       |